# Sofia Ågren
Helena Sofia Johnsdotter Ågren, född 25 december 1985, är en svensk kördirigent och körpedagog.
Ågren har läst musikvetenskap vid Stockholms universitet, studerat kördirigering, musikteori och arrangemang för Stefan Parkman vid Uppsala universitet samt studerat kör- och orkesterdirigering samt körpedagogik vid Kungliga Musikhögskolan i Stockholm.
Hon arbetar som dirigent och musiklärare vid Stockholms musikgymnasium och leder sedan 2023 Stockholm Musikgymnasiums Kammarkör. Ågren var mellan 2011 och 2022 verksam som dirigent för Uppsala vokalensemble. Från 2022 verkar hon som dirigent för kören Ensemble Å.